# Светско првенство у хокеју на леду за жене
Светско првенство у хокеју на леду за жене је уз Олимпијске игре најважније такмичење у хокеју за жене које организује Светска хокејашка федерација (ИИХФ).
Прво светско првенство одржано је 1990. у Отави (Канада), а прве победнице постале су хокејашице Канаде. До 2010. године светска првенства се нису одржавала у Олимпијским годинама, али је у циљу унапређења женског хокеја одлучено да се светска првенства убудуће одржавају сваке године (као и у мушкој конкуренцији).

## Светска првенства
| Година | Град домаћин          |                                       | Финале                                | Финале                                | Финале                                |                                       | Утакмица за треће место               | Утакмица за треће место               | Утакмица за треће место |
| Година | Град домаћин          | Победник                              | Резултат                              | Финалиста                             | Треће место                           | Резултат                              | Четврто место                         |                                       |                         |
| ------ | --------------------- | ------------------------------------- | ------------------------------------- | ------------------------------------- | ------------------------------------- | ------------------------------------- | ------------------------------------- | ------------------------------------- | ----------------------- |
| 1990.  | Отава                 | Канада                                | 5:2                                   | Сједињене Државе                      | Финска                                | 6:3                                   | Шведска                               |                                       |                         |
| 1992.  | Тампере               | Канада                                | 8:0                                   | Сједињене Државе                      | Финска                                | 5:4                                   | Шведска                               |                                       |                         |
| 1994.  | Лејк Плесид           | Канада                                | 6:3                                   | Сједињене Државе                      | Финска                                | 8.1                                   | Кина                                  |                                       |                         |
| 1997.  | Киченер               | Канада                                | 4:3 (ПП)                              | Сједињене Државе                      | Финска                                | 3:0                                   | Кина                                  |                                       |                         |
| 1999.  | Еспо & Ванта          | Канада                                | 3:1                                   | Сједињене Државе                      | Финска                                | 8:2                                   | Шведска                               |                                       |                         |
| 2000.  | Мисисага              | Канада                                | 3:2 (ПП)                              | Сједињене Државе                      | Финска                                | 7:1                                   | Шведска                               |                                       |                         |
| 2001.  | Минеаполис            | Канада                                | 3:2                                   | Сједињене Државе                      | Русија                                | 2:1                                   | Финска                                |                                       |                         |
| 2003.  | Пекинг                | Отказано због епидемије САРС-а у Кини | Отказано због епидемије САРС-а у Кини | Отказано због епидемије САРС-а у Кини | Отказано због епидемије САРС-а у Кини | Отказано због епидемије САРС-а у Кини | Отказано због епидемије САРС-а у Кини | Отказано због епидемије САРС-а у Кини |                         |
| 2004.  | Халифакс & Дартмут    | Канада                                | 2:0                                   | Сједињене Државе                      | Финска                                | 3:2                                   | Шведска                               |                                       |                         |
| 2005.  | Линћепинг & Норћепинг | Сједињене Државе                      | 1:0 (ППен)                            | Канада                                | Шведска                               | 5:2                                   | Финска                                |                                       |                         |
| 2007.  | Винипег & Селкирк     | Канада                                | 5:1                                   | Сједињене Државе                      | Шведска                               | 1:0                                   | Финска                                |                                       |                         |
| 2008.  | Харбин                | Сједињене Државе                      | 4:3                                   | Канада                                | Финска                                | 4:1                                   | Швајцарска                            |                                       |                         |
| 2009   | Хаменлина             | Сједињене Државе                      | 4:1                                   | Канада                                | Финска                                | 4:1                                   | Шведска                               |                                       |                         |
| 2011.  | Цирих & Винтертур     | Сједињене Државе                      | 3:2 (ПП)                              | Канада                                | Финска                                | 3:2 (ПП)                              | Русија                                |                                       |                         |
| 2012.  | Берлингтон            | Канада                                | 5:4 (ПП)                              | Сједињене Државе                      | Швајцарска                            | 6:2                                   | Финска                                |                                       |                         |
| 2013.  | Отава                 | Сједињене Државе                      | 3:2                                   | Канада                                | Русија                                | 2:0                                   | Финска                                |                                       |                         |
| 2015.  | Малме                 |                                       | Сједињене Државе                      | 7:5                                   | Канада                                |                                       | Финска                                | 4:1                                   | Русија                  |
| 2016.  | Камлупс               |                                       | Сједињене Државе                      | 1:0 (ПП)                              | Канада                                |                                       | Русија                                | 1:0 (Пен)                             | Финска                  |
| 2017.  | Плимут                |                                       |                                       |                                       |                                       |                                       |                                       |                                       |                         |
| 2019.  | Биће одређено         |                                       |                                       |                                       |                                       |                                       |                                       |                                       |                         |
| 2020.  | Биће одређено         |                                       |                                       |                                       |                                       |                                       |                                       |                                       |                         |

### Биланс медаља
| Репрезентација   | Злато | Сребро | Бронза | Укупно |
| ---------------- | ----- | ------ | ------ | ------ |
| Канада           | 10    | 7      | 0      | 17     |
| Сједињене Државе | 7     | 10     | 0      | 17     |
| Финска           | 0     | 0      | 11     | 11     |
| Русија           | 0     | 0      | 3      | 3      |
| Шведска          | 0     | 0      | 2      | 2      |
| Швајцарска       | 0     | 0      | 1      | 1      |